# Scytalopus novacapitalis
A Scytalopus novacapitalis a madarak osztályának verébalakúak (Passeriformes) rendjébe és a fedettcsőrűfélék (Rhinocryptidae) családjába tartozó faj.

## Rendszerezése
A fajt Helmut Sick német-brazil ornitológus írta le 1958-ban, Scytalopus indigoticus novacapitalis néven.

## Előfordulása
Brazília területén honos. Természetes élőhelyei a szubtrópusi és trópusi mocsári erdők. Állandó, nem vonuló faj.

## Megjelenése
Testhossza 11 centiméter.

## Természetvédelmi helyzete
Az elterjedési területe kicsi és töredezett, egyedszáma pedig csökken. A Természetvédelmi Világszövetség Vörös listáján veszélyeztetett fajként szerepel.